# Светлое (Карачаево-Черкесия)
Светлое — село в Прикубанском районе Карачаево-Черкесии Российской Федерации. Входит в состав Счастливенского сельского поселения.

## История
В 1964 г. Указом Президиума ВС РСФСР хутора Поповский, Гандробуровский, Погореловский, Булавинский и Морозовский, фактически слившиеся в один населенный пункт объединены в село Светлое.

## Население
| 2002 | 2010 | 2021 |
| ---- | ---- | ---- |
| 691  | ↗778 | ↗911 |